# Горбунов, Сергей Владимирович
Сергей Владимирович Горбунов (10 июля 1970, Горький — 18 декабря 2001, Москва) — советский и российский волейболист, нападающий, чемпион Европы 1991 года.

## Биография
Родился 10 июля 1970 года в Горьком. Воспитанник горьковского волейбола — СДЮСШОР № 4 по волейболу. После переезда в столицу выступал в системе команды «Динамо». Привлекался в сборную, в составе которой выиграл ряд крупных турниров, в том числе и чемпионат Европы.
Участник Олимпиады 1992 года в составе Объединённой команды.
Двукратный бронзовый призёр чемпионата России — 1992 и 1992/93.
После расформирования «Динамо» в 1994 году уехал за рубеж: играл в Турции, Италии и Франции.
Умер 18 декабря 2001 года в одной из московских больниц. Похоронен в Нижнем Новгороде на Ново-Сормовском кладбище.